# Список барабанов по происхождению

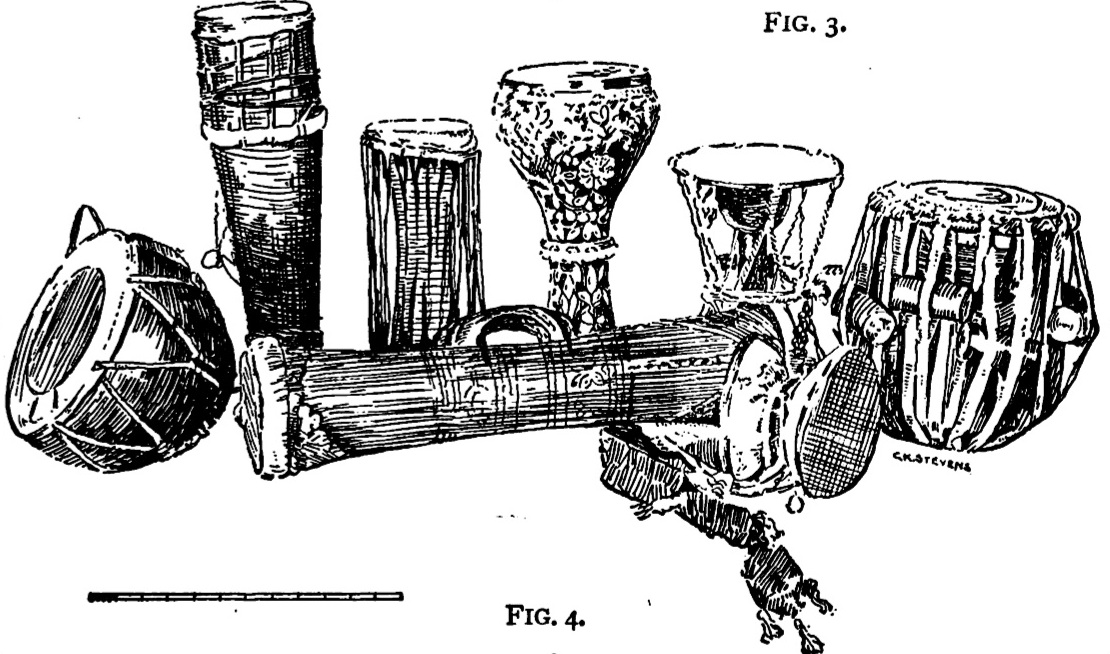
Барабаны различных стран

В этом списке перечисляются различные барабаны, сгруппированные по регионам мира и странам, в которых они появились. Некоторые барабаны после перенятия из одной страны сильно преображаются в другой, меняют название.
Барабаны известны во всех странах и во все времена. Народные барабаны просты в изготовлении и не требуют особых навыков для игры, поэтому существуют сотни их разновидностей. Фольклорная музыка в высшей степени мелодична и ритмична, барабаны — неотъемлемая часть культуры народа.

## Европа

### Франция
| В XVIII веке во Франции был популярен тамбурин, на нём в сочетании с флейтой играл один исполнитель. |                                                                               |
| - Тамбурин                                                                                           | - Тамбурин и флейта - На Викискладе есть медиафайлы по теме Тамбурин и флейта |

### Кавказ
| В народной музыке Армении и Азербайджана используют барабаны дхол и различные разновидности нагары. В Турции появился и далее распространился под различными названиями (думбек, тарабука, дарбук) барабан в форме кубка дарбука. Под несколькими названиями известен вид бубна из кожи осётра с колечками — даф (деф, гавал). |                                                                                            |
| - Нагара - Голтуг нагара - Джура нагара - Беюк нагара - Гоша нагара - Дхол - Давул - Лаггуту - Даф - Тавляк - Дарбука | - Зурна, Гоша нагара и Нагара - Дхол - Думбек - На Викискладе есть медиафайлы по теме Дхол |

### Скандинавия
| Саамский бубен — обязательная принадлежность шаманов, помогавшая им входить в транс и общаться с миром духов. |                                                                          |
| - Бубен | - Саамский бубен - На Викискладе есть медиафайлы по теме Барабаны саамов |

## Азия

### Корея
| В Корее барабаны использовались в обрядовых и военных целях с эпохи Троецарствия. | |
| - Чаньго - Бук (англ. Buk) - Галго (англ. Galgo)                                  | - Чаньго - Бук - На Викискладе есть медиафайлы по теме Бук - На Викискладе есть медиафайлы по теме Чаньго |

### Япония
| В Японии используются барабаны тайко, произошедшие от китайских и корейских. Среди них — множество барабанов, различающихся конструкцией и размером. |                                                                 |
| - Тайко - Какко (англ. Kakko) - Цудзуми (англ. Tsuzumi)                                                                                              | - Тайко - Цудзуми - На Викискладе есть медиафайлы по теме Тайко |

### Китай
| В Китае барабаны, вероятно, произошли от туркестанских и тибетских инструментов примерно в 3500 г. до н. э. Первые из них изготавливались из обожжённой глины, имели цилиндрическую форму. Мембраны изготавливаются из телячьей или свиной кожи, имеют одинаковый размер, часто прибиваются гвоздями без возможности настройки. Барабаны имеют рукояти для переноса, или ставятся на специальные подставки. |                                                                    |
| - Баньгу - Пайгу - Тангу | - Бангу - На Викискладе есть медиафайлы по теме Китайские барабаны |

### Индия
| В Индии искусство ударных развито на высшем уровне, барабаны связаны со всеми областями жизни. В книге Атхарва-веда упоминается один из первых барабанов (из дерева, котлообразной формы, с натянутой кожей), используемый для военных целей. | |
| - Табла - Мриданга - Дамару - Дхолак - Тавил - Пакхавадж (англ. Pakhavaj) - Ченда (англ. Chenda) - Идакка (англ. Idakka) | - Табла - Южноиндийская мриданга - Дамару - Ченда - На Викискладе есть медиафайлы по теме Ударные инструменты Индии |

### Камбоджа
| Культура Камбоджи слабо изучена, и история музыки кхмеров почти не известна. Барабаны скорее использовались для аккомпанемента музыки и танцам, а не ритуальным и магическим обрядам. | |
| - англ. Skor — барабан со множеством разновидностей. - англ. Sampho — ведущий инструмент традиционного оркестра.                                                                      | - Skor, барабан кхмеров - Thon rammana, инструменты Таиланда и Камбоджи - На Викискладе есть медиафайлы по теме Барабаны кхмеров |

### Филиппины
| В традиционной музыке Филиппин барабаны звучат в ансамбле kulintang (англ. kulintang). С распространением ислама в XV веке музыка не используется для богопочитания, а рассматривается лишь как форма развлечения, выражения своих чувств, общественного взаимодействия. |                                                                   |
| - Дабакан (англ. Dabakan) - Кагул (англ. Kagul) | - Дабакан - Кагул - На Викискладе есть медиафайлы по теме Дабакан |

### Индонезия
| В оркестре Гамелан используется барабан Генданг. У народов Явы, Судана и малайцев, одна сторона барабана больше другой и дает более низкий звук. У барабанов Бали и Маранао обе стороны одинаковы. |                                                                              |
| - Генданг - Бедуг (англ. Bedug) | - Генданг - Бедуг - На Викискладе есть медиафайлы по теме Барабаны Индонезии |

## Африка
| В странах Африки игра на барабанах — важная часть большинства религиозных и светских церемоний. Игра на барабанах имеет давние культурные традиции и столь важна, что не удивительно наличие сотен видов барабана. Кроме того, барабаны широко используются для передачи сообщений — например, язык йоруба является тональным, для передачи простого послания может быть достаточно трёх различных тонов барабана и переходов между ними. | |
| - Атабаке - Ашико - Джембе - Бата - Кпанлого - Говорящий барабан - Бугарабу - Макута (англ. Makuta) | - Атабаке - Ашико - Бата - Бугарабу - Джембе - На Викискладе есть медиафайлы по теме Барабаны Африки |

## Америка

### Северная Америка
| В штате Луизиана, Новый Орлеан использовали барабан Бамбула, завезённый африканскими рабами. На нём аккомпанировали одноимённому танцу на вечерних гулянках. |
| - Бамбула (англ. Bamboula) |

### Латинская Америка, Куба
| Барабаны Латинской Америки также имеют, в основном, африканское происхождение.                | |
| - Бонго - Кахон - Конга - Куика - Пандейру - Атабаке - Арара - Бомбо легуэро - Сурдо - Апинти | - Бонго - Набор: Барабаны конга и бонго. - Апинти - Кахон - Куика - Бомбо легуэро - На Викискладе есть медиафайлы по теме Конга - На Викискладе есть медиафайлы по теме Бонго - На Викискладе есть медиафайлы по теме Куика - На Викискладе есть медиафайлы по теме Кахон - На Викискладе есть медиафайлы по теме Бомбо - На Викискладе есть медиафайлы по теме Сурдо - На Викискладе есть медиафайлы по теме Апинти |

### Центральная Америка
| Ацтеки использовали в своих ритуалах уникальные барабаны, принесённые богами Тескатлипока и Кетцалькоатль .                         |              |
| - Тепонацтль — щелевой барабан. - Хуехуетль(Хехуэтль) (англ. Huehuetl) — вертикальный барабан на трёх ножках с натянутой мембраной. | - Тепонацтль |

## Австралия и Океания
| Музыкантами Океании также использовались различные барабаны, и для ритуальных целей, и для аккомпанемента танцам. Встречаются как щелевые барабаны, так и мембранные. Характерной особенностью последних является большая высота и использование нижней ажурной части барабана в качестве стойки. |               |
| - Пате (известен в Самоа), также наз. Токере (Tokere)) - Лали (Lali), инструмент Фиджи. - Па'у (Pahu) (Острова Кука) - Татаи (музыкальный инструмент) (Французская Полинезия) | - Пате - Лали |